# 이스타반

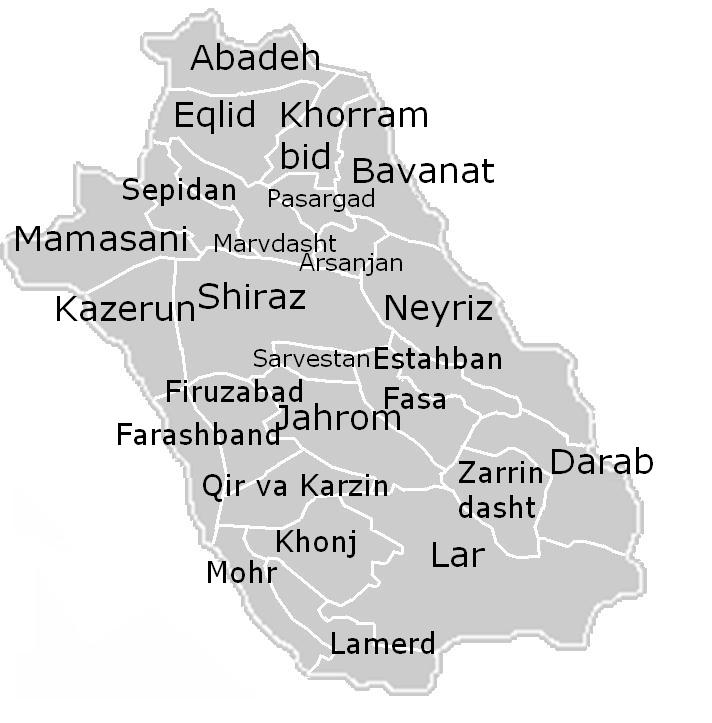

에스타반은 이란 파르스주의 도시이다. 그곳은 에스타반 카운티의 읍으로 카운티는 매우 비옥하고 곡식과 목화, 담배와 과일을 생산한다. 에스타반은 물고기를 공급한다. 그곳은 사프론의 최대 생산지중의 하나이기도 하다.
그곳은 원래 에스테바나트였는데 1970년경에 간단하게 되었다. 의미는 포도밭이다.
가장 유명한 존경받는 에스타반의 사람은 종교 지도자 미르자 아그라 세예드 에브라힘 에스타바나티이다.